# Kenneth Sitzberger
Kenneth Robert Sitzberger –conocido como Ken Sitzberger– (Cedar Rapids, 13 de febrero de 1945-Coronado, 2 de enero de 1984) fue un deportista estadounidense que compitió en saltos de trampolín.
Participó en los Juegos Olímpicos de Tokio 1964, obteniendo una medalla de oro en la prueba individual. Ganó una medalla de bronce en los Juegos Panamericanos de 1963.

## Palmarés internacional
| Juegos Olímpicos     | Juegos Olímpicos   | Juegos Olímpicos  | Juegos Olímpicos |
| Año                  | Lugar              | Medalla           | Prueba           |
| -------------------- | ------------------ | ----------------- | ---------------- |
| 1964                 | Tokio (Japón)      | Medalla de oro    | Trampolín 3 m    |
| Juegos Panamericanos |                    |                   |                  |
| Año                  | Lugar              | Medalla           | Prueba           |
| 1963                 | São Paulo (Brasil) | Medalla de bronce | Trampolín 3 m    |